# Antoni Mas Mas
Antoni Mas Mas (Maria de la Salut (Mallorca), 1949 – Palma, 2002) fou un guerriller uruguaià d'origen mallorquí que va pertànyer al moviment dels Tupamaros.
Nascut a la vila mallorquina de Maria de la Salut va emigrar de nin amb la seva família a l'Uruguai. A Amèrica començà a estudiar la carrera de Medicina (Universitat de la República) i s'acostà a diversos moviments de l'esquerra radical. A les darreries dels anys 1960 s'incorpora al Moviment d'Alliberament Nacional - Tupamaros on era conegut com el gallego Mas.
Durant la seva militància als Tupamaros participà en el segrest i posterior execució de l'agent de la CIA a Montevideo Dan Mitrione. S'ha especulat sobre la seva participació directa en l'assassinat i en la inspiració de Costa-Gavras i el seu film "Estat de Setge".